# Gene Deitch
Gene Deitch (celým jménem Eugene Merrill Deitch; 8. srpna 1924 Chicago, USA – 16. dubna 2020 Praha) byl americký režisér a producent animovaných filmů žijící více než půl století v Praze.

## Život a dílo
Začínal jako výtvarník v hudebním časopise The Record Changer. Později natáčel kreslené filmy a reklamy pro studio United Productions of America. Jeho film Sidney's Family Tree byl roku 1958 nominován na Oscara. Téhož roku ho společnost Rembrandt Films vyslala do Prahy, aby domluvil natáčení seriálu Tom a Jerry ve studiu Bratři v triku. Z jednorázové návštěvy se pro Deitche stalo usazení a pobyt na zbytek života.
V roce 1960 vznikl v Praze film Munro, satira o čtyřletém chlapci povolaném do armády, která získala Oscara za nejlepší krátký animovaný film. V roce 1964 se Deitch oženil s produkční Zdenkou Najmanovou. Ve stejném roce byl hned dvakrát nominován na Oscara za filmy How to Avoid Friendship a Here's Nudnik (série s postavičkou věčného poplety Yaramaze Nudnika měla osm pokračování). V roce 1966 jako první zfilmoval Tolkienova Hobita: obrázky nakreslil Adolf Born a celý děj byl zhuštěn do deseti minut.
Krátký skeč Obři (1969), inspirovaný izraelsko-palestinským svárem, byl československou cenzurou pochopen jako nesocialisticky bezvýchodná alegorie a také narážka na invazi vojsk Varšavské smlouvy, a tudíž zakázán; dočkal se však ocenění na festivalu v San Sebastianu. Dalšími jeho úspěšnými filmy byla Hloupá žába (1971) podle písničky Pete Seegera, Mrňous a čarodějnice (1980) a Císařovy nové šaty (1989). V 90. letech se podílel na tvorbě dabingu pro kreslené disneyovky a zahrál si také epizodní roli ve filmu Ještě větší blbec, než jsme doufali (1994).
Vydal autobiografii For the Love of Prague (1997). Kniha vyšla rovněž v českém překladu pod názvem Z lásky k Praze (1998). Popisuje v ní svůj život v komunistickém Československu i vztah a lásku ke své manželce Zdence.
V roce 2003 obdržel cenu Annie za celoživotní dílo na poli animovaného filmu. Jeho synové Kim Deitch, Simon Deitch a Seth Deitch jsou uznávanými komiksovými výtvarníky.
Mezi jeho zásluhy patří také objevení tvorby zmizelé americké písničkářky Connie Converse, jejíž vzácné nahrávky pořídil ještě v 50. letech v New Yorku. Roku 2004 je pak přinesl do rozhlasového pořadu, kde vzbudily zájem a vedly k vydání alba, které získalo celosvětový ohlas.